# Igrejas anglicanas extraprovinciais
As Igrejas anglicanas extra-provinciais são um grupo de Igrejas pequenas e semi-independentes da Comunhão Anglicana. Diferentemente das maiores Igrejas-membro da Comunhão, as Igrejas extra-provinciais não são parte de uma província eclesiástica e são, em cinco casos, sujeitas ao Arcebispo de Canterbury. Há atualmente seis Igrejas extra-provinciais:
- Igreja Anglicana de Bermuda, liderada pelo Bispo de Bermuda;
- Igreja do Ceilão, no Sri Lanka, liderada pelo Bispo de Colombo;
- Igreja Episcopal de Cuba (sujeita a um conselho metropolitano ao invés do Arcebispo de Cantuária);
- Paróquia das Ilhas Falkland (Malvinas), liderada pelo Bispo das Ilhas Malvinas (cargo atualmente ocupado pelo próprio Arcebispo de Cantuária);
- Igreja Lusitana Católica Apostólica Evangélica, Portugal, liderada pelo Bispo da Igreja Lusitana;
- Igreja Espanhola Reformada Episcopal, Espanha, liderada pelo Bispo da Igreja Reformada Espanhola.